# ダニエル・パレンシア
ダニエル・ヘスス・パレンシア（Daniel Jesús Palencia, 2000年2月5日 - ）は、ベネズエラのコヘデス州サン・カルロス出身のプロ野球選手（投手）。右投右打。MLBのシカゴ・カブス所属。

## 経歴

### プロ入りとアスレチックス傘下時代
2020年2月にアマチュア・フリーエージェントでオークランド・アスレチックスと契約してプロ入り。この年はCOVID-19の影響でマイナーリーグの試合が開催されなかったため、公式戦の登板は無かった。
2021年、傘下のA級ストックトン・ポーツでプロデビューを果たした。

### カブス時代
2021年7月26日にアンドリュー・チェイフィンとのトレードで、グレッグ・ダイクマンと共にシカゴ・カブスへ移籍した。移籍後は傘下のA級マートルビーチ・ペリカンズでプレーし、移籍前を含めた2球団合計で13試合に先発登板して1勝2敗、防御率4.79、52奪三振を記録した。 
2022年はA+級サウスベンド・カブスでプレーし、21試合（先発20試合）に登板して1勝3敗、防御率3.94、98奪三振を記録した。
2023年の開幕はAA級テネシー・スモーキーズで迎えた。AAA級アイオワ・カブスを経て7月4日にメジャー契約を結んでアクティブ・ロースター入りした。メジャーデビューとなった同日のミルウォーキー・ブルワーズ戦では同点の10回裏に登板して無失点で切り抜けた後、直後の11回表に味方が勝ち越し点を挙げた。その裏、パレンシアも続投で締め括ってから初登板を勝利投手で飾った。

## 投球スタイル
制球に難があるも、小柄な体格から常時96〜98mph（約154.4 ～ 157.7km/h）、最速102mph（約164.1km/h）の速球を投じる。変化球ではともに80mph台のスライダーとナックルカーブを備える。

## 詳細情報

### 年度別投手成績
| 年 度    | 球 団    | 登 板 | 先 発 | 完 投 | 完 封 | 無 四 球 | 勝 利 | 敗 戦 | セ 丨 ブ | ホ 丨 ル ド | 勝 率 | 打 者 | 投 球 回 | 被 安 打 | 被 本 塁 打 | 与 四 球 | 敬 遠 | 与 死 球 | 奪 三 振 | 暴 投 | ボ 丨 ク | 失 点 | 自 責 点 | 防 御 率 | W H I P |
| -------- | -------- | ----- | ----- | ----- | ----- | -------- | ----- | ----- | -------- | ----------- | ----- | ----- | -------- | -------- | ----------- | -------- | ----- | -------- | -------- | ----- | -------- | ----- | -------- | -------- | ------- |
| 2023     | CHC      | 27    | 0     | 0     | 0     | 0        | 5     | 3     | 0        | 2           | .625  | 119   | 28.1     | 22       | 3           | 14       | 0     | 2        | 33       | 5     | 0        | 16    | 14       | 4.45     | 1.27    |
| 2024     | CHC      | 10    | 0     | 0     | 0     | 0        | 0     | 1     | 1        | 0           | .000  | 69    | 14.2     | 14       | 0           | 12       | 0     | 1        | 16       | 0     | 0        | 11    | 10       | 6.14     | 1.77    |
| MLB：2年 | MLB：2年 | 37    | 0     | 0     | 0     | 0        | 5     | 4     | 1        | 2           | .556  | 188   | 43.0     | 36       | 3           | 26       | 0     | 3        | 49       | 5     | 0        | 27    | 24       | 5.02     | 1.44    |

- 2024年度シーズン終了時

### 年度別守備成績
| 年 度 | 球 団 | 投手（P） | 投手（P） | 投手（P） | 投手（P） | 投手（P） | 投手（P） |
| 年 度 | 球 団 | 試 合     | 刺 殺     | 補 殺     | 失 策     | 併 殺     | 守 備 率  |
| ----- | ----- | --------- | --------- | --------- | --------- | --------- | --------- |
| 2023  | CHC   | 27        | 0         | 1         | 0         | 0         | 1.000     |
| 2024  | CHC   | 10        | 0         | 1         | 0         | 0         | 1.000     |
| MLB   | MLB   | 37        | 0         | 2         | 0         | 0         | 1.000     |

- 2024年度シーズン終了時

### 背番号
- 48 （2023年 - ）